# The Devil's Hour
The Devil's Hour è una serie televisiva britannica ideata da Tom Moran e distribuita da Prime Video dal 28 ottobre 2022. A un mese dal debutto, la serie è stata rinnovata per una seconda stagione, uscita nel 2024, e una terza.

## Trama
L'assistente sociale Lucy si sveglia ogni notte alle 3:33 – l'ora del diavolo – a causa dei brutti sogni. La donna si occupa da sola del figlio Isaac, un bambino di otto anni che non mostra mai alcuna emozione. Finirà per trovarsi  in mezzo a un'indagine della polizia quando si scoprirà che un misterioso criminale è sulle sue tracce.

## Episodi
| Stagione         | Episodi | Prima TV originale | Prima TV Italia |
| ---------------- | ------- | ------------------ | --------------- |
| Prima stagione   | 6       | 2022               | 2022            |
| Seconda stagione | 5       | 2024               | 2024            |

## Personaggi e interpreti
- Lucy Chambers, interpretata da Jessica Raine, doppiata da Francesca Manicone.
- Gideon Shepherd, interpretato da Peter Capaldi, doppiato da Luca Dal Fabbro.
- Ravi Dhillon, interpretato da Nikesh Patel, doppiato da Andrea Lavagnino.
- Nick Holness, interpretato da Alex Ferns, doppiato da Alberto Bognanni.
- Sylvia Chambers, interpretara da Barbara Marten, doppiata da Angiola Baggi.
- Mike Stevens, interpretato da Phil Dunster, doppiato da Emanuele Ruzza.
- Isaac Stevens, interpretato da Benjamin Chivers.
- Ruby Bennett, interpretata da Meera Syal.

## Produzione
Scritta, ideata e prodotta da Tom Moran, la serie è stata annunciata nel dicembre 2019 e nel giugno 2021 è stata confermata la presenza nel cast di Jessica Raine e Peter Capaldi.

## Distribuzione
La prima stagione ha esordito su Amazon Prime Video il 28 ottobre 2022; la seconda, invece, ha debuttato sulla piattaforma il 18 ottobre 2024.